# HD65118
HD65118 — хімічно пекулярна зоря спектрального класу A2, що має видиму зоряну величину в смузі V приблизно  8,4.
Вона  розташована на відстані близько 526,1 світлових років від Сонця.